# Siebererella backhoffi
Siebererella backhoffi är en insektsart som beskrevs av Schmidt 1926. Siebererella backhoffi ingår i släktet Siebererella och familjen Tropiduchidae. Inga underarter finns listade i Catalogue of Life.